# Gold Fields
Gold Fields ist ein südafrikanisches Unternehmen mit Firmensitz in Johannesburg. Gold Fields war im Jahr 2016 das achtgrößte Goldbergbauunternehmen der Welt. Im Jahre 2024 waren 6.560 Mitarbeiter im Unternehmen beschäftigt. Gold Fields ist die Nachfolgegesellschaft von The Gold Fields of South Africa Ltd., einer britischen Holding mit Sitz in London, die 1887 von Cecil Rhodes und Charles Rudd gegründet wurde. Gold Fields ist an den Börsen Johannesburg JSE und New York NYSE notiert. Weitere Börsenplätze sind die Nasdaq Dubai, die Euronext (Brüssel) und die Swiss Exchange (Zürich).
Hauptkonkurrent in Südafrika ist das Unternehmen Harmony Gold.

## Geschichte
Gold Fields Ltd. wurde im Jahre 1998 durch den Zusammenschluss der Goldaktivitäten von Gencor mit Gold Fields of South Africa gegründet. Die Goldbergwerke befanden sich in Südafrika und in Ghana.
Mit Damang wurde ein weiteres Bergwerk in Ghana erworben. Zudem expandierte das Unternehmen durch den Erwerb der Bergwerke St. Ives und Agnew nach Australien.
Durch den über fünfzigprozentigen Anstieg des Randkurses gegenüber dem US-Dollar und Lohnsteigerungen von über 10 % stiegen die Kosten der südafrikanischen Bergwerke im Jahr 2004 stark an. Um seine Produktionsbasis über Südafrika hinaus zu erweitern, ging Gold Fields Joint Ventures mit chinesischen Unternehmen – Sino Gold Ltd. und Zijin Mining – ein.
Gold Fields kaufte einen fünfzigprozentigen Anteil am Essakane-Projekt in Burkina Faso.
Die südafrikanische Regierung führte in den Jahren 2004 eine neue englisch Mining Charta of South Africa ein, die im Rahmen des englisch Black Economic Empowerment (BEE) eine stärkere Beteiligung südafrikanischer Investoren und Bürger an Bergbauunternehmen vorschrieb. In Erfüllung dieser Auflagen erwarb Mvelavanda Resources 7 % der Gold-Fields-Aktien für 4,1 Mrd. Rand.
Im Jahre 2007 übernahm Gold Fields für 2,5 Mrd. US-$ das Bergwerk South Deep von Barrick Gold Africa und Western Areas Ltd.
Im Februar 2013 gründete Gold Fields die Tochterfirma Sibanye Gold, in die sie die beiden produzierenden Bergwerke KDC und Beatrix einbrachte. Sibanye Gold wurde an der JSE und an der NYSE gelistet. Da Gold Fields die verbliebenen Aktien den Aktienbesitzern von Gold Fields übertrug, besaß das Unternehmen nach der Trennung und dem Börsengang keine weiteren Anteile an Sibanye. Das einzige südafrikanische Gold-Fields-Bergwerk ist jetzt South Deep. 2013 wurde die Yilgarn-South-Bergwerke Darlot, Granny Smith und Lawlers in Australien von Barrick für 363 Mio. US$ gekauft.

## Bergwerke

### Australien
- Agnew Gold Mine
- St. Ives Gold Mine
- Darlot-Centenary-Goldmine
- Granny-Smith-Goldmine
- Lawlers-Goldmine

### Ghana
- Goldtagebau Tarkwa, 4 Kilometer westlich der Stadt Tarkwa. Die Mindestreserven wurden 2010 auf 40 Millionen Feinunzen Gold geschätzt.[11]
- Goldtagebau Damang, 30 Kilometer nördlich des Nachbarbergwerks Tarkwa.

### Peru
- Cerro Corona, liegt in dem höchsten Teil der westlichen Kordilleren im Norden des Landes.

### Südafrika
- South Deep

## Förderung
| Name          | Land | Anteil | Förderung 2014 (Unzen) | Förderung 2016 (Unzen) | Reserven (1000 Unzen, 2016) |
| ------------- | ---- | ------ | ---------------------- | ---------------------- | --------------------------- |
| Agnew/Lawlers | AUS  | 100 %  | 271.000                | 229.000                | 515                         |
| Cerro Corona  | PER  | 100 %  | 327.000                | 150.000                | 1.296                       |
| Damang        | GHA  | 100 %  | 178.000                | 148.000                | 1.506                       |
| Darlot        | AUS  | 100 %  | 84.000                 | 66.000                 | 56                          |
| Granny Smith  | AUS  | 100 %  | 315.000                | 284.000                | 1.693                       |
| South Deep    | RSA  | 100 %  | 201.000                | 290.000                | 34.072                      |
| St. Ives      | AUS  | 100 %  | 362.000                | 363.000                | 1.740                       |
| Tarkwa        | GHA  | 100 %  | 558.000                | 568.000                | 5.474                       |
| Gesamt        |      |        | 2.219.000              | 2.146.000              |                             |